# Chaunax abei
Chaunax abei là một loài cá biển thuộc chi Chaunax trong họ Chaunacidae. Loài này được mô tả lần đầu tiên vào năm 1978.

## Phân bố và môi trường sống
C. abei có phạm vi phân bố ở vùng biển Tây Bắc Thái Bình Dương. Loài này được tìm thấy từ Nhật Bản, trải rộng đến phía nam đảo Đài Loan và một phần Biển Đông. Chúng được thu thập ở độ sâu khoảng từ 90 đến 500 m.